# Sant Girvés de la Torre de Rialb
Sant Girvés és una església de la Torre de Rialb, al municipi de la Baronia de Rialb (Noguera), que forma part de l'Inventari del Patrimoni Arquitectònic de Catalunya.

## Situació
Es troba al sector central-sud del terme municipal, sobre un llom del marge dret del riu Rialb, que en l'indret és una llengua del pantà homònim. S'alça al sud d'on el barranc d'Aubàs desguassa al pantà.
S'hi va per la carretera asfaltada que es deriva del punt quilomètric 12,7 de la C-1412b (de Ponts a Tremp), direcció Politg, que arriba fins a Peramola. Als 2,2 km.(41° 59′ 04″ N, 1° 12′ 00″ E / 41.984379°N,1.199931°E) es pren el camí perimetral de la dreta (senyalitzat). Es deixa el desviament a l'esquerra que mena a Santa Eulàlia de Pomanyons, i al cap de 650 metres (41° 58′ 53″ N, 1° 12′ 02″ E / 41.981341°N,1.200620°E), per una curta pista de la dreta, es puja a replà un hi ha l'església.

## Descripció
És un edifici de planta basilical, gairebé amb tres naus cobertes amb volta de canó (més alta i ampla la central) i acaben a llevant, totes elles, amb un absis semicircular. La porta és d'arc de mig punt i s'obre a la façana sud. Els absis laterals tenen una finestra de doble esqueixada, el central, en té dues. A més, hi ha dues finestres en forma de creu, una a la façana de llevant i l'altre a ponent. Els murs són llisos, sense ornamentació. L'aparell, de carreuons, és molt uniforme i les voltes són de formigó de calç i de pedruscall. Es tracta d'una obra del segle xi que segueix els models llombards. Destaca, però, l'ús de la planta basilical dins d'un perímetre quadrat, ja que és una solució poc emprada. L'exemple més monumental a Catalunya és l'església monestir de Sant Pere de Casserres.

Sant Girvés
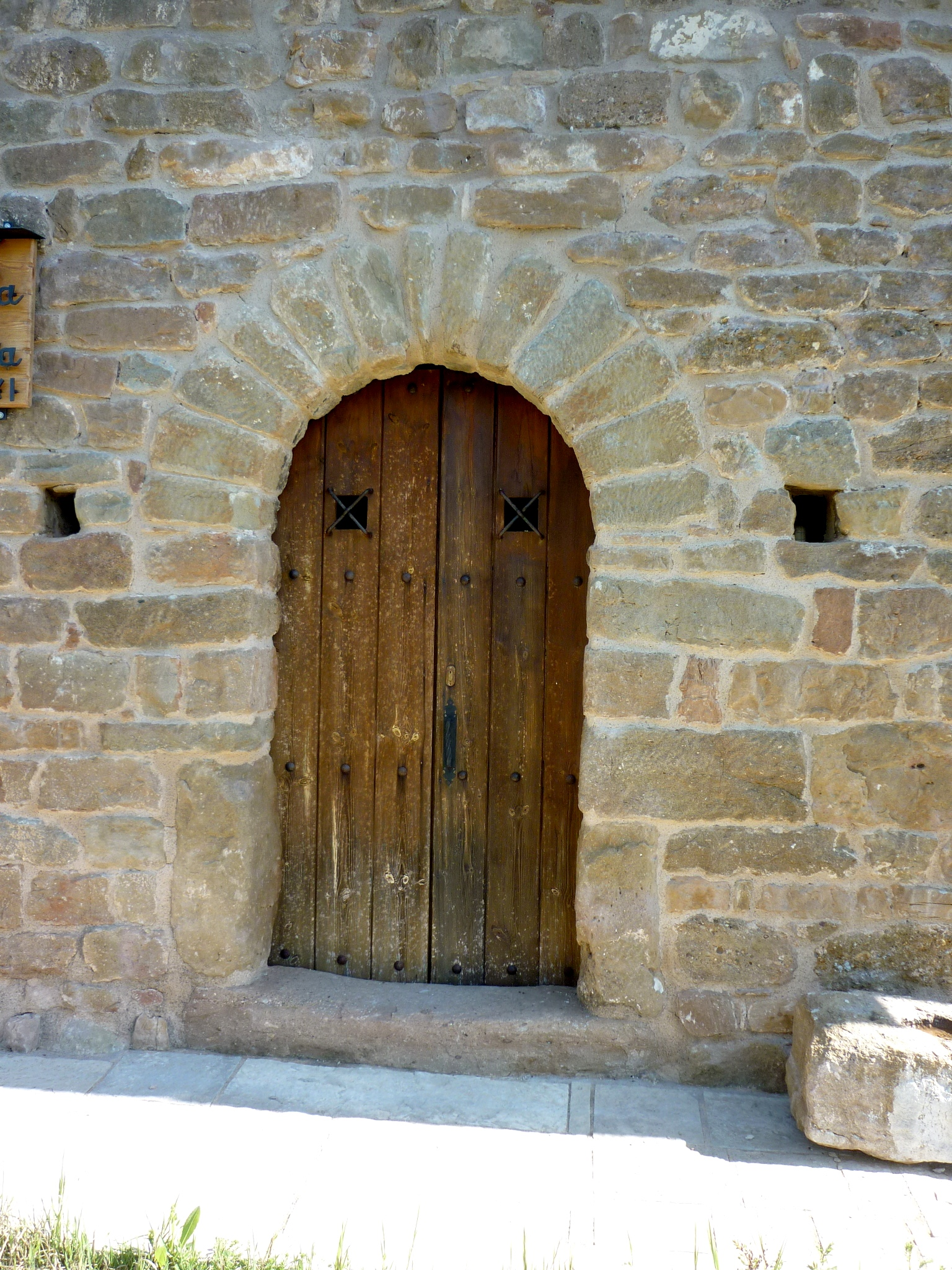
Portal
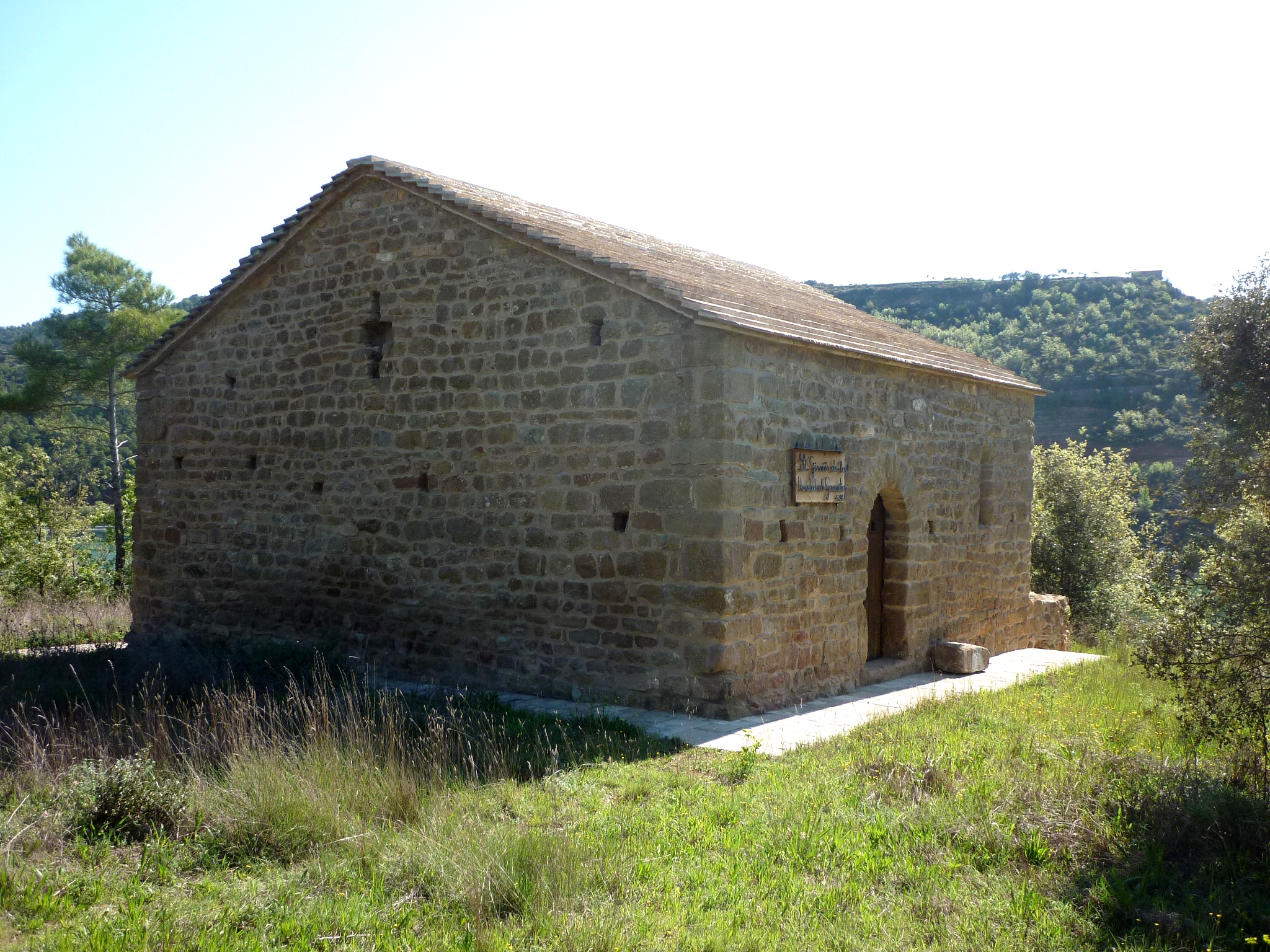
Façana sud
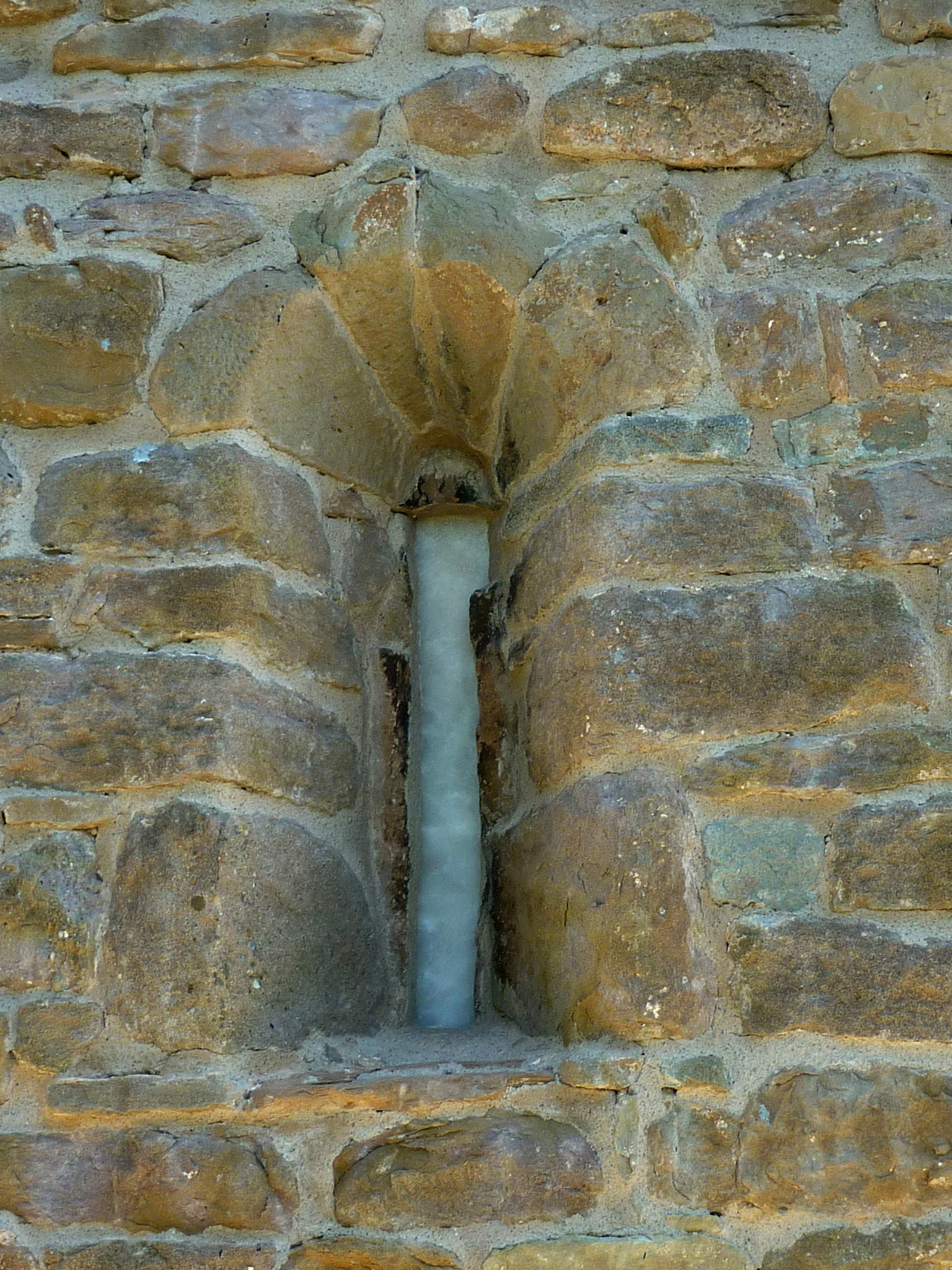
Finestra

## Història
A la Catalunya Vella trobem una dotzena de capelles dedicades a Sant Gervasi, Sant Gervàs i Sant Gervís (variant del mateix nom). Hi ha muntanyes que porten aquest topònim, com la Serra de Sant Gervàs, cosa que dona idea de l'antiguitat d'aquest nom. La primera referència de Sant Girvís és de l'any 1200, a propòsit d'una donació del mas Caserra que feren Pere, prevere i la seva neboda Guillema. Signà el document Berenguer de Sant Gervasi. En els segles XVI-XVII no hi ha documentació d'aquesta capella cosa que fa pensar que ja no tenia culte.